# 親愛的籃球
《親愛的籃球》（英語：Dear Basketball）是一部创作于2017年的美國動畫短片，由NBA篮球运动员科比·布莱恩特编剧和敘述，葛連·基恩導演并制作。這部短片改编于科比在2015年11月29日寫給《球員論壇報》的一封信。这部短片赢得了第90届奥斯卡金像奖最佳动画短片奖。

## 概述
这部影片改编于科比·布莱恩特在2015年11月29日寫給《球員論壇報》的一封同名的信，柯比在这封信中宣布自己退役。影片由NBA著名篮球运动员科比·布莱恩特编剧和旁白配音，葛連·基恩導演并制作。影片的配乐师是约翰·威廉斯，科比是他的忠实粉丝。影片由格兰尼蒂工作室（Granity Studios）和相信娱乐集团（Believe Entertainment Group）合作制作。制作完成后，通过go90在线发布。
这部影片讲述了在從NBA退役前夕，高比描述了他對篮球的熱愛，这种热爱始於他還是個孩子的時候。從他年輕的辉煌夢想到他20年的職業生涯，高比描述了當他處於巔峰狀態時，籃球和他给予對方所有的一切。

## 反應
在烂番茄上，根据12条评论，这部影片的“新鲜度”（即好评率）为75%。同时，这部短片赢得了第90届奥斯卡金像奖最佳动画短片奖，这是NBA球员第一次获得奥斯卡奖。
| 年份 | 獎項         | 入圍獎項                | 結果 |
| ---- | ------------ | ----------------------- | ---- |
| 2017 | 奧斯卡金像獎 | 最佳動畫短片獎          | 獲獎 |
| 2017 | 安妮獎       | 最佳动画短片奖          | 獲獎 |
| 2017 | 體育艾美獎   | 优秀的后期平面设计 （） | 獲獎 |

在索尼動畫舉辦的2017年世界動畫慶典國際電影節上，親愛的籃球獲得最佳傳統動畫和特別評審團獎。

## 外部連結
- Believe Entertainment Group official site （页面存档备份，存于）
- 互联网电影数据库（IMDb）上《親愛的籃球》的资料（英文）
- 大卡通資料庫上《親愛的籃球》的資料（英文）